# Киллесте (волость)
Киллесте (ест. Kõlleste vald) — волость в Естонії, у складі повіту Пилвамаа.

## Положення
Площа волості — 150,1 км², чисельність населення на 1 січня 2015 року становила 1 001 особу.
До складу волості входять 12 сіл:  Вескі (Veski), Воорепалу (Voorepalu), Іхамару (Ihamaru), Караскі (Karaski), Карілатсі (Karilatsi), Кроотусе (Krootuse), Палутайа (Palutaja), Піігасте (Piigaste), Пранглі (Prangli), Туулемяе (Tuulemäe), Тиду (Tõdu), Хяятару (Häätaru). Адміністративний центр волості — село Кроотусе.